# 加藤志異
加藤 志異（かとう しい、1975年 - ）は、日本の絵本作家。

## 経歴
岐阜県恵那郡岩村町（現・恵那市）に生まれる。小学3年生のとき、祖父が経営する建設会社が倒産したため夜逃げをし、愛知県豊田市に移る。愛知県立豊田南高等学校を卒業後、3浪して明治大学文学部（二部）に入学。その後、仮面浪人を経て1999年4月に早稲田大学第二文学部（表現・芸術系専修）へ進学し、11年後の2010年3月に卒業した。契約社員として都内の病院で働きながら「妖怪になりたい」という目標を掲げて演説するなどのパフォーマンス活動を行い続け、その様子はドキュメンタリー映画『加藤くんからのメッセージ』（監督：綿毛）の題材となった。絵本ワークショップ・あとさき塾で絵本を学び、2012年に「とりかえちゃん」絵：本秀康（文溪堂 ISBN 978-489423790-2）でデビュー。吉祥寺の絵本の店「トムズボックス」スタッフ。

## 著書

### 絵本
- 『とりかえちゃん』（絵：本秀康　2012年）文溪堂　ISBN 978-4-89423-790-2
- 『ぐるぐるぐるぽん』（絵：竹内通雅　2014年）文溪堂　ISBN 978-4-7999-0086-4
- 『せかいいち たかい すべりだい』（絵：山崎克己　2014年）大日本図書　ISBN 978-4-477028095
- 『クッツケロ』（絵：本秀康）学研、2015年